# Sphenacodontidae
Los esfenacodóntidos (Sphenacodontidae) son una familia de sinápsidos pelicosaurios, carnívoros avanzados, de varios tamaños, que vivieron desde el Pensilvánico Tardío, en el Carbonífero, hasta el Pérmico Medio. Las formas primitivas eran de pequeño tamaño (i.e Haptodus de 60 cm a 1 metro), pero desde finales del Pérmico Inferior se hicieron progresivamente más grandes (hasta 3 metros o más), hasta convertirse en los superpredadores de su medio.
Los fósiles de los esfenacodóntidos son conocidos solamente en América del Norte y Europa.

## Descripción
Su cráneo era largo, plano y angosto, una adaptación para músculos mandibulares potentes. Los dientes anteriores eran similares a dagas, mientras que los mandibulares laterales y posteriores, eran mucho más pequeños (de ahí el nombre del género mejor conocido, Dimetrodon - «diente de dos medidas», sin embargo todos los miembros de esta familia tenían este atributo).
Algunos de los miembros más grandes y avanzados de este grupo (~3 metros), pertenecientes a los génerosCtenospondylus, Sphenacodon, Secodontosaurus y Dimetrodon, se distinguían por tener una vela dorsal, originada a partir del alargamiento de las apófisis espinosas de las vértebras dorsales, que posiblemente estuvo cubierta con piel y vasos sanguíneos, y que probablemente funcionaba como un mecanismo termorregulador. Sin embargo, la presencia de esta aleta no parecía ser esencial para estos animales. Por ejemplo, uno de los géneros, Sphenacodon, carecía de vela dorsal, mientras que Dimetrodon, que era un género muy relacionado, sí la tenía. Estos dos géneros se descubrieron en Nuevo México y Tejas respectivamente y, durante el Pérmico, estas dos regiones estaban separadas por un paso marítimo estrecho, pero no está claro por qué en el contexto de este aislamiento geográfico, evolucionó una aleta dorsal en uno de los grupos y en el otro no.

## Sistemática

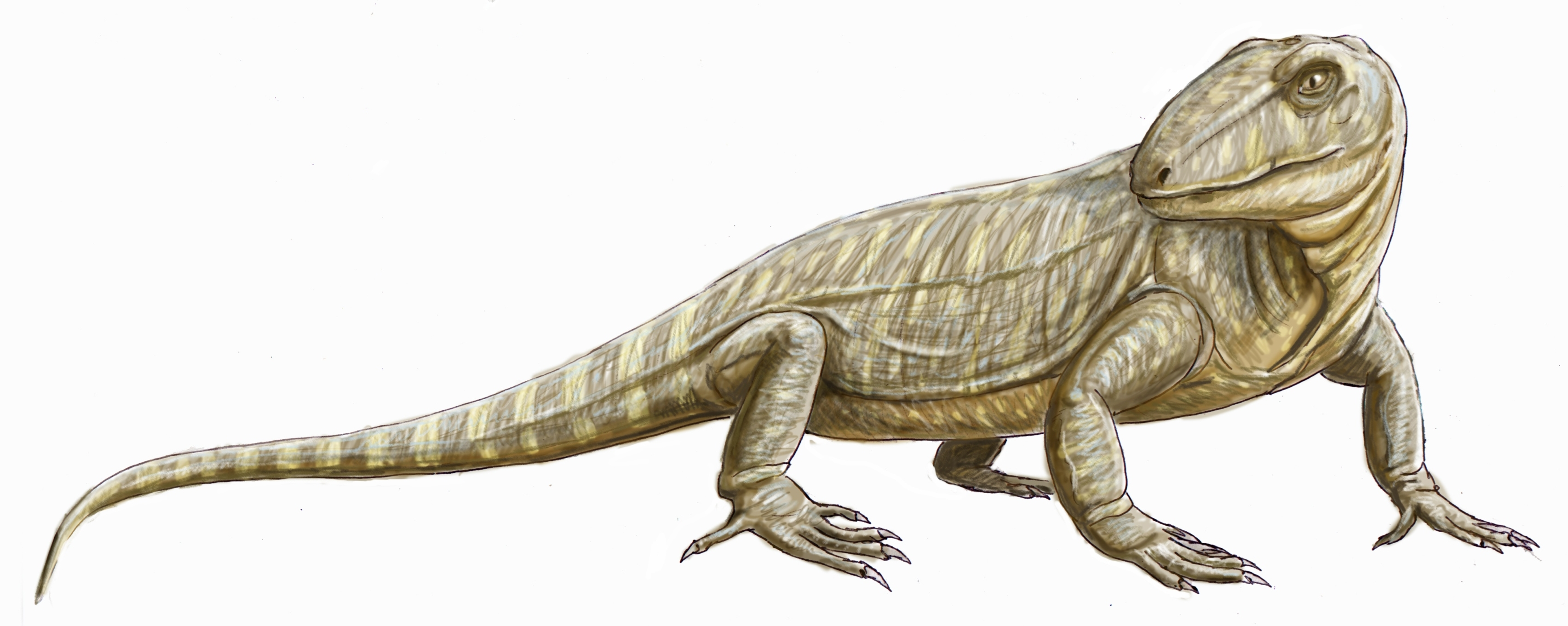
Recreación de Cutleria wilmarthi

La familia Sphenacodontidae, tal y como se describió originalmente, es parafilética, ya que fue definida con base en características compartidas por todos los sinápsidos. Los esfenacodóntidos son una transición evolutiva entre los sinápsidos primitivos y los primeros terápsidos. El clado Sphenacodontia se usa para designar un grupo monofilético que comprende los esfenacodóntidos y todos sus descendientes (incluyendo los mamíferos), mientras Sphenacodontidae en sentido estricto incluye solamente pelicosaurios especializados, pero no los miembros más primitivos de la familia como Haptodus, Palaeohatteria, Pantelosaurus, y Cutleria. El clado Sphenacodontoidea fue usado por Laurin y Reisz en 1997 para designar el ancestro común más reciente de Sphenacodontidae y Therapsida y todos sus descendientes, definidas por ciertas características de su cráneo.

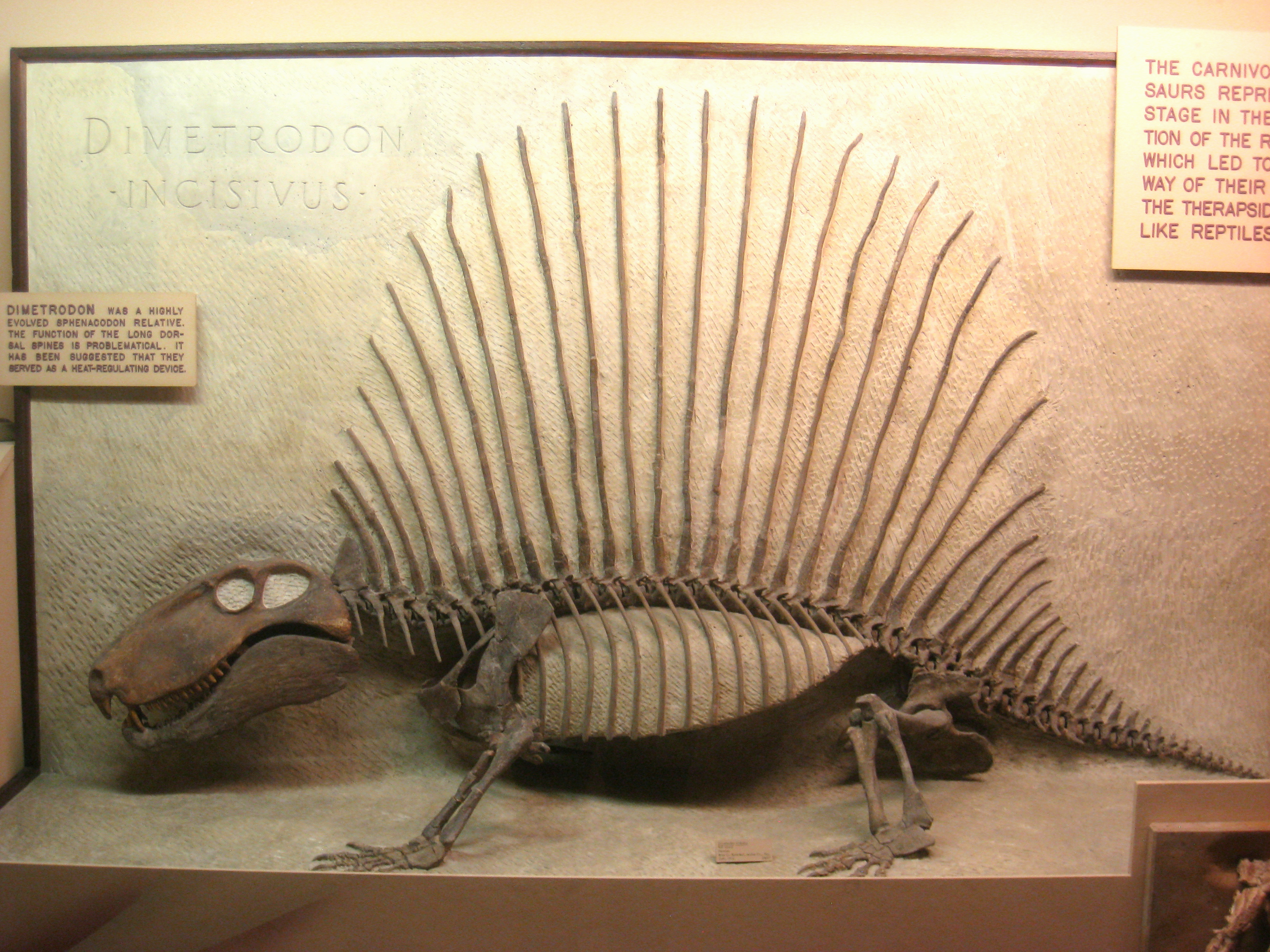
Fósil de un ejemplar del género Dimetrodon, probablemente el esfenacodontio más famoso.